# Vladimír Andrs
Vladimír Andrs (12 de mayo de 1937-17 de junio de 2018) fue un deportista checoslovaco que compitió en remo.
Participó en los Juegos Olímpicos de Tokio 1964, obteniendo una medalla de bronce en la prueba de doble scull. Ganó dos medallas en el Campeonato Europeo de Remo, plata en 1961 y oro en 1963.

## Palmarés internacional
| Juegos Olímpicos   | Juegos Olímpicos       | Juegos Olímpicos  | Juegos Olímpicos |
| Año                | Lugar                  | Medalla           | Prueba           |
| ------------------ | ---------------------- | ----------------- | ---------------- |
| 1964               | Tokio (Japón)          | Medalla de bronce | Doble scull      |
| Campeonato Europeo |                        |                   |                  |
| Año                | Lugar                  | Medalla           | Prueba           |
| 1961               | Praga (Checoslovaquia) | Medalla de plata  | Scull individual |
| 1963               | Copenhague (Dinamarca) | Medalla de oro    | Doble scull      |